# فینال جام حذفی فوتبال ایتالیا ۲۰۲۱
فینال جام حذفی فوتبال ایتالیا ۲۰۲۱ هفتاد و چهارمین فصل از رقابت‌های کوپا ایتالیا بود. این مسابقه در ۱۹ مهٔ ۲۰۲۱ بین یوونتوس و آتالانتا برای اولین بار در ورزشگاه ماپی – چیتا دل تریکولوره برگزار شد. در نهایت باشگاه فوتبال یوونتوس با برتری در ضربات پنالتی برای چهاردهمین بار قهرمان کوپا ایتالیا شد.